# Хайнрих III (Ройс-Шлайц)
Хайнрих III Ройс-Шлайц (на немски: Heinrich III Graf Reuss-Schleiz; * 31 октомври 1603 в Гера; † 12 юли 1640 в Карлсбад/Карлови Вари) е граф на Ройс-Шлайц, господар на Грайц и Кранихфелд.
Той е син (шестото дете от 17 деца) на граф Хайнрих II Ройс-Гера „Млади“ Постумус (1572 – 1635), господар на Гера, Лобенщайн и Обер-Кранихфелд, и втората му съпруга графиня Магдалена II фон Шварцбург-Рудолщат (1580 – 1652), дъщеря на граф Албрехт VII фон Шварцбург-Рудолщат (1537 – 1605) и графиня Юлиана фон Насау-Диленбург (1546 – 1588).
Хайнрих III Ройс-Шлайц умира на 36 години на 12 юли 1640 г. в Карлсбад и е погребан в Шлайц.

## Фамилия
Хайнрих III Ройс-Шлайц се жени между 4 май/14 май 1637 г. в Гера за вилдграфиня Юлиана Елизабет фон Залм-Нойфилер фон Вилдграф (* 1602 в Нойфилер; † 14/24 май 1653 в Шлайц), вдовица на граф Хайнрих IV Роус-Оберграйц (1597 – 1629), дъщеря на вилдграф Фридрих фон Залм-Нойфвил (1547 – 1608) и графиня Сибила Юлиана фон Изенбург-Бюдинген (1574 – 1604), дъщеря на граф Филип II фон Изенбург-Бюдинген (1526 – 1596) и Ирменгард фон Золмс-Браунфелс (1536 – 1577). Те имат две деца:
- Хайнрих I Ройс-Шлайц (* 26 март 1639 в Шлайц; † 18 март 1692 в Кьостриц), женен I. на 9 февруари 1662 г. във Виена за графиня Естер фон Хардег-Глац-Махланде (* 6 декември 1634, Щетелдорф; † 21 септември 1676, Хоф), II. на 22 октомври 1677 г. в Регенсбург за графиня Максимилиана фон Хардег-Глац-Махланде (* 16 март 1644, Турн; † 27 август 1678, Регенсбург), III. на 16 май 1680 г. в Аш, Бохемия на 16 май 1680 г. за графиня Анна Мария Елизабет фон Зинцендорф (* 12 май 1659, Братислава; † 8 октомври 1683, Шлайц)
- Магдлена Юлиана Ройс-Шлайц (* 22 март 1641, Шлайц; † 3 май 1659, Гера).